# Acanthocyclops brevispinosus
Acanthocyclops brevispinosus – gatunek widłonoga z rodziny Cyclopidae. Opisał go w 1884 roku Clarence Luther Herrick, nadając mu nazwę Cyclops brevispinosus.